# Avonturenpark Hellendoorn
Avonturenpark Hellendoorn is een attractiepark in de Nederlandse plaats Hellendoorn. Het park is in 1936 begonnen als theehuis met speeltuin en is uitgegroeid tot een volwaardig attractiepark.
Het attractiepark ligt in een bosrijke omgeving aan de Luttenbergerweg ten westen van de plaats Hellendoorn. Ten zuiden van het park bevinden zich de Hellendoornse Berg en Nationaal Park Sallandse Heuvelrug.

## Geschiedenis

### Het begin

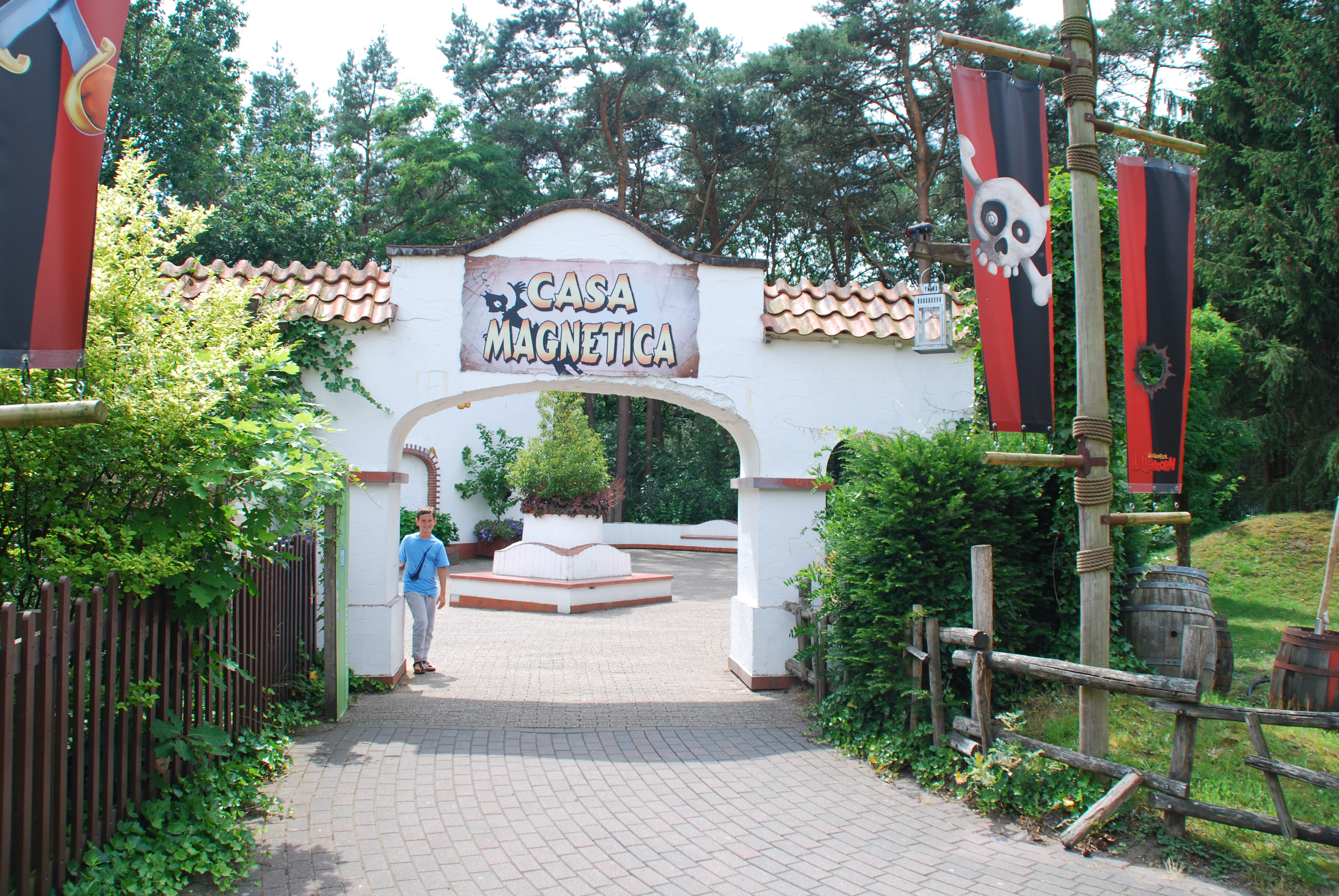
Casa Magnetica, een van de eerste attracties. Inmiddels is de attractie verwijderd.

In 1936 opende Jan Van den Berg Ons Ideaal, een theehuis met terras, op de Hellendoornse berg. Om meer bezoekers te trekken, voegde hij er wat speeltoestellen aan toe. Twee jaar later veranderde hij de naam in Ontspanningsoord De Elf Provinciën. In de loop der jaren werden meerdere speeltoestellen toegevoegd en breidde het theehuis uit naar restaurant. In 1947 begon de aanleg van het Doolhof, wat uiteindelijk drie jaar in beslag zou nemen. Ook werd het restaurant met extra zalen uitgebreid. In 1956 startte het park met de aanleg van een Sprookjestuin.
In de jaren zeventig werden de eerste grote attracties toegevoegd zoals de monorail, Casa Magnetica, de Zeeleeuwenshow, de Westernhal en Jungle Vaart (1979). In 1978 trad de tweede generatie Van den Berg toe tot de directie: Hans, Ben en Jan jr. In 1978 vond de laatste naamsverandering plaats en werd het park hernoemd naar Avonturenpark Hellendoorn. Dit jaar opende het attractiepark haar eerste achtbaan, Avonturenslang. De achtbaan verhuisde in 2004 naar een ander attractiepark.

### Groei naar attractiepark
In de jaren 80 begon het park meer uit te breiden en begon het een attractiepark te worden. Zo opende in 1982 Wild Waterval onder de naam Canadian River, de eerste boomstamattractie van Nederland. Een paar jaar later, 1986, opende overdekte achtbaan Black Hole. Deze overdekte achtbaan bevond zich in een grote tent. De achtbaan verdween vier jaar later weer uit het park. Een jaar later in 1987 opende Hellendoorn de polyp Notenkraker. Ook deze attractie is uit het park verwijderd in 1998. In 1988 openden in het attractiepark de round-up attractie Jungle Rock, en watercarrousel Zwanenmolen. André van Duin opende in 1989 de animatronicsshow De Hellendoorn Magical Monkey Show.

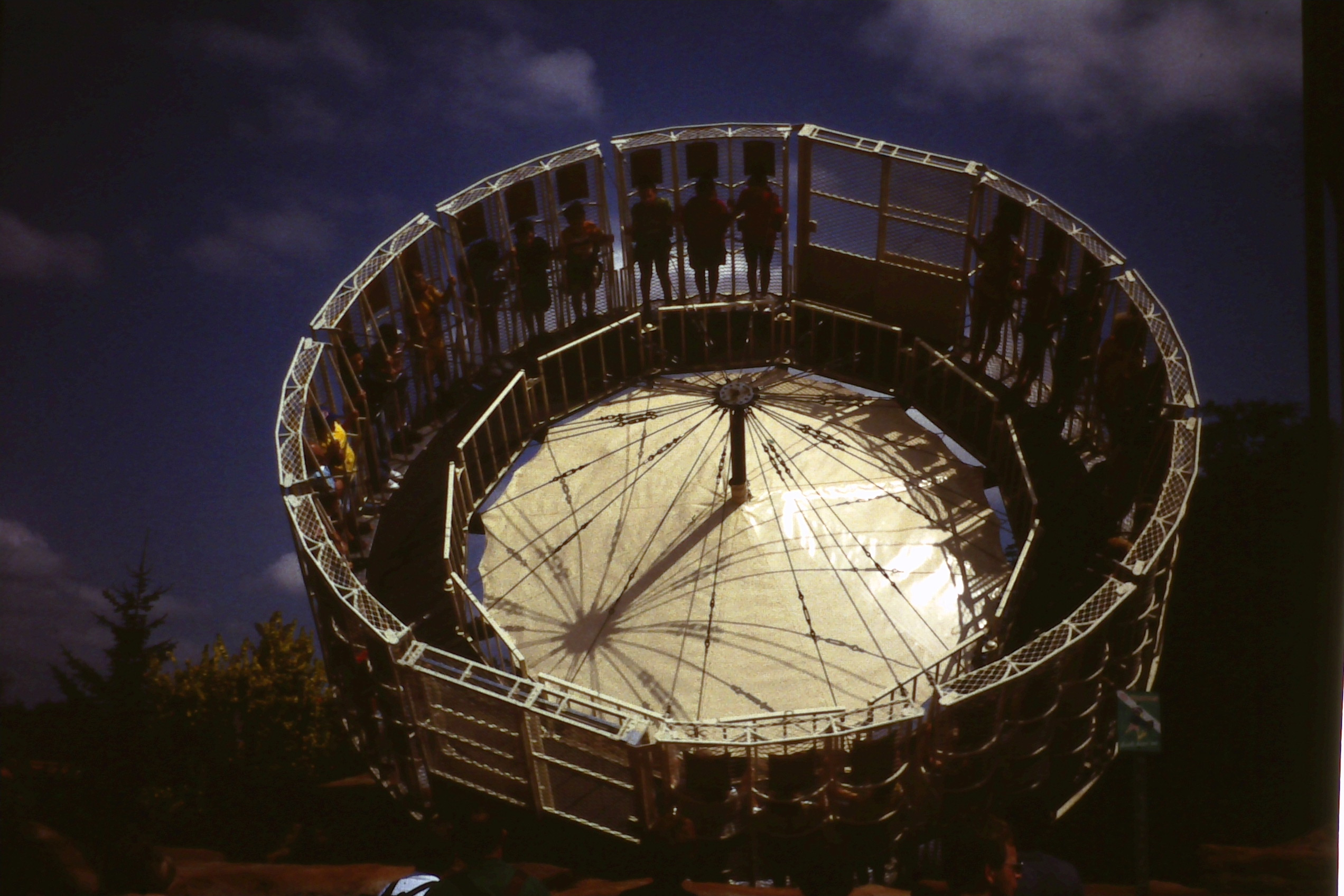
Voormalige attractie Jungle Rock in de jaren 90.

De jaren 90 begon met de opening van blikvanger Tornado. Een stalen achtbaan met twee inversies. Het was in Nederland, na de Python, de tweede achtbaan in Nederland van het Nederlandse bedrijf Vekoma. Verder openen in de jaren 90 schommelschip het Galjoen, topspin Montezuma's Revenge, overdekte achtbaan rioolrat, Sungai Kalimantan en Discovery Club de enige interactieve darkride van Nederland. In 1998 verkopen de zoons van Van den Berg het park aan Leisureplan, omdat in familiekring geen opvolging kon worden gevonden.

### Wisselende eigenaren
In de jaren 00 verkoopt Leisureplan het park op haar beurt in 2001 aan het Franse bedrijf Grévin & Cie, dat in 1989 ontstaan was uit het Parc Astérix bij Parijs. Deze transactie verloopt niet soepel en leidt tot een financieel-juridisch steekspel. Begin 2002 wordt zelfs gemeld dat Hellendoorn publiekelijk geveild gaat worden. Zover komt het uiteindelijk niet: Grévin & Cie komt als winnaar uit de bus en wordt de nieuwe eigenaar. De familie Van den Berg en de bank moesten een zeker verlies nemen. Een jaar later gaat Grévin & Cie op in het eveneens Franse Compagnie des Alpes, dat op zoek was naar verbreding van de basis, naast exploitatie van skigebieden. Buiten diverse overnames vinden er ook veranderingen plaats in het attractie- en evenementenaanbod. Zo wordt het park sinds 2000 in de herfstvakantie, bij Halloween aansluitend, omgedoopt in Heksendoorn. Qua entertainmentaanbod zijn er optreden van Ernst, Bobbie en de rest en Bassie en Adriaan. In 2003 werd op de plaats waar achtbaan Avonturenslang stond de achtbaan Donderstenen geopend. Ook de Magical Monkey Show werd dat jaar voor het laatst opgevoerd. Drie jaar later opende zweefmolen Piraat Enterhaak. Verder waren er dit decennium diverse opknapbeurten. Een voorbeeld daarvan is de Canadian River, die in 2006 wordt omgedoopt in Wild Waterval. Ook Jungle Rock verdween uit het park in 2006.
In de jaren 10 wisselde het attractiepark opnieuw een aantal keer van eigenaar. Op 1 februari 2011 kondigt het park op de eigen site aan dat Compagnie des Alpes 7 parken, waaronder Hellendoorn, heeft verkocht aan de investeerders Laurent Bruloy en H.I.G. Capital France. Hierna kwam het park in handen van de Looping Group. In 2019 werd het park eigendom van een investeringsmaatschappij dat eigendom is van de koninklijke familie van Abu Dhabi. In de jaren 10 werd het attractie-aanbod ook uitgebreid. Tarantula Magica, een Enterprise, opende in 2012. In de zomer van 2013 opende het attractiepark een waterpark in de buitenlucht onder de naam Slidepark Aquaventura. In 2016, het jaar van het 80-jarig jubileum opent er een nieuwe attractie in Dreumesland genaamd 'De Berenboom', een plek waar bezoekers de parkmascottes Baba en Bella kunnen ontmoeten. Ook wordt dit jaar voor het eerst 'Summer Splash' georganiseerd, een evenement in het Slidepark georganiseerd voor 12 tot 15-jarigen. 12 april 2017 opende de attractie Drakennest, een Disk'O. Hellendoorn heeft hierbij ook zorg gedragen voor decoratie en een verhaal bij de attractie. Belevenis is iets wat in de jaren 10 in de pretparkindustrie steeds belangrijker wordt. Bij de start van seizoen 2018 werd Dreumesland uitgebreid. Op de plek van het oude Speelkasteel opende het interactieve discotheater genaamd 'Bella's Swing Paleis'. In 2019 werd er nogmaals een attractie geopend in Dreumesland: Baba's Ruimtereis. In 2019 opende de botsauto's Fort Knalkruit. De attractie werd volledig gedecoreerd naar het piratenthema. Het exterieur van de attractie oogt als een piratenfort. Dit thema sloot aan op de nabijgelegen attracties zoals het schommelschip en de zweefmolen. In 2019 sloot de attractie Jungle Monster uit 1979 om omgebouwd te worden. Ook kreeg achtbaan de Donderstenen een nieuwe kleur.
De jaren 20 begonnen met de heropening van de rondvaart Jungle Monster. De attractie kreeg de naam Jungle Expedition, werd opnieuw gedecoreerd en kreeg een verhaallijn. In het najaar van 2020 werd de achtbaan Tornado gesloten voor een langdurige renovatie, waarbij ook de naam gewijzigd werd naar Balagos – Flying Flame. Ook werd vanwege de coronacrisis in Nederland het attractiepark meerdere keren op last van de overheid gesloten. In 2021 mocht Avonturenpark Hellendoorn meedoen aan een test, waarbij bezoekers van het park zich eerst bij een teststraat moesten testen op corona. Deze test vond plaats op 10 april. Avonturenpark Hellendoorn was daarmee het eerste attractiepark van Nederland dat de poorten opende in 2021. Dezelfde dag werd de achtbaan Balagos heropend voor het publiek. Tevens werd in april bekendgemaakt dat het attractiepark een nieuwe directeur heeft.
In de lente van 2024 opende Avonturenpark Hellendoorn een 4e achtbaan genaamd Ridderstrijd. Het gaat om een draaiende wildemuis-achtbaan van de fabrikant Reverchon en ligt op de plaats waar eerst het doolhof lag.

## Attracties
Het park heeft een divers attractie-aanbod gericht op alle leeftijden en verschillende doelgroepen. Voor jonge kinderen zijn er attracties te vinden zoals speeltuinen, een watercarrousel en oldtimerbaan. Voor de oudere doelgroepen en volwassenen heeft het attractiepark een aantal thrill-rides, waarvan twee attracties over de kop gaan zoals achtbaan Balagos – Flying Flame. Qua familie-attracties bezit het attractiepark onder andere: Sungai Kalimantan en Discovery Club (de enige interactieve darkride van het land).

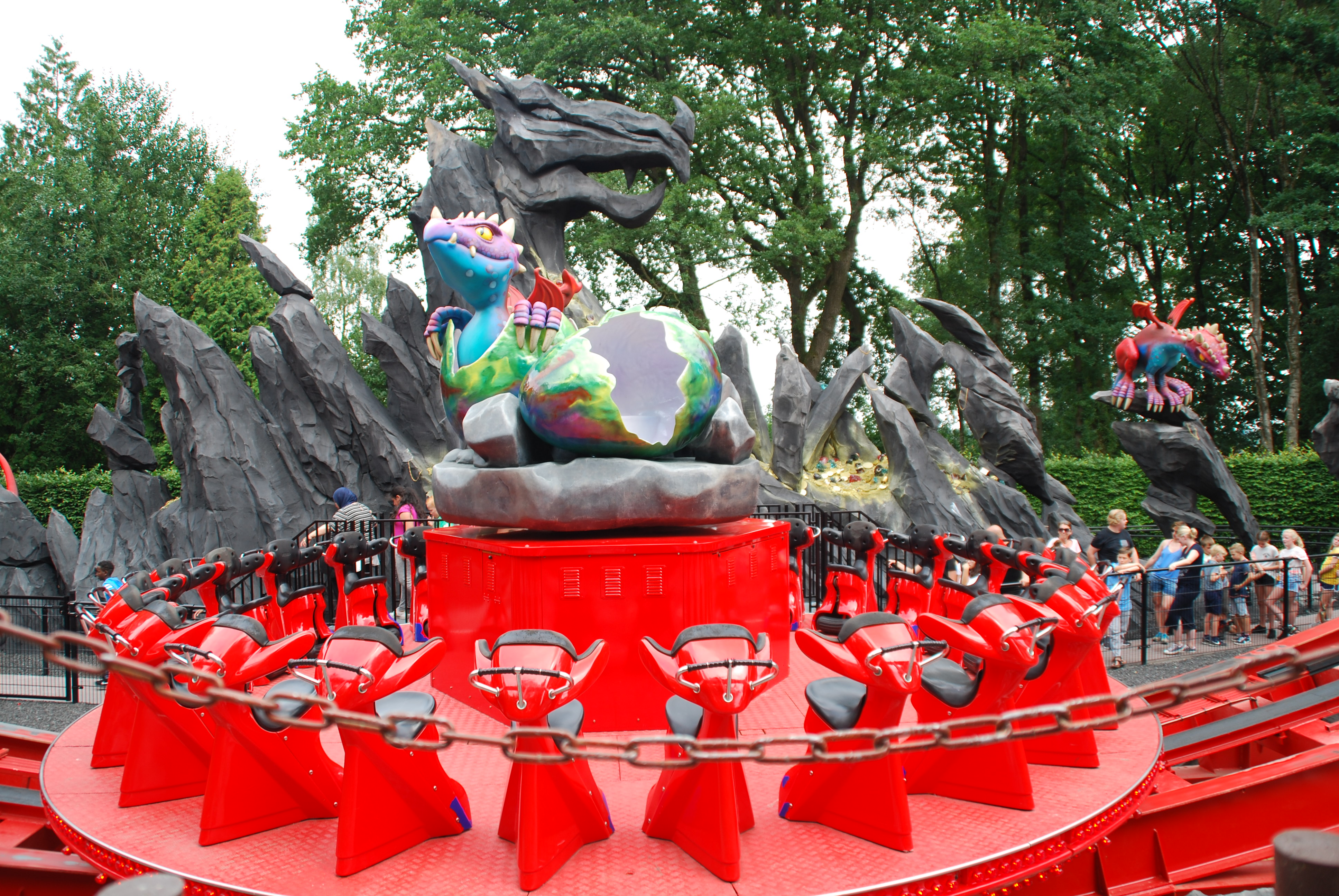
Disk'O Drakennest
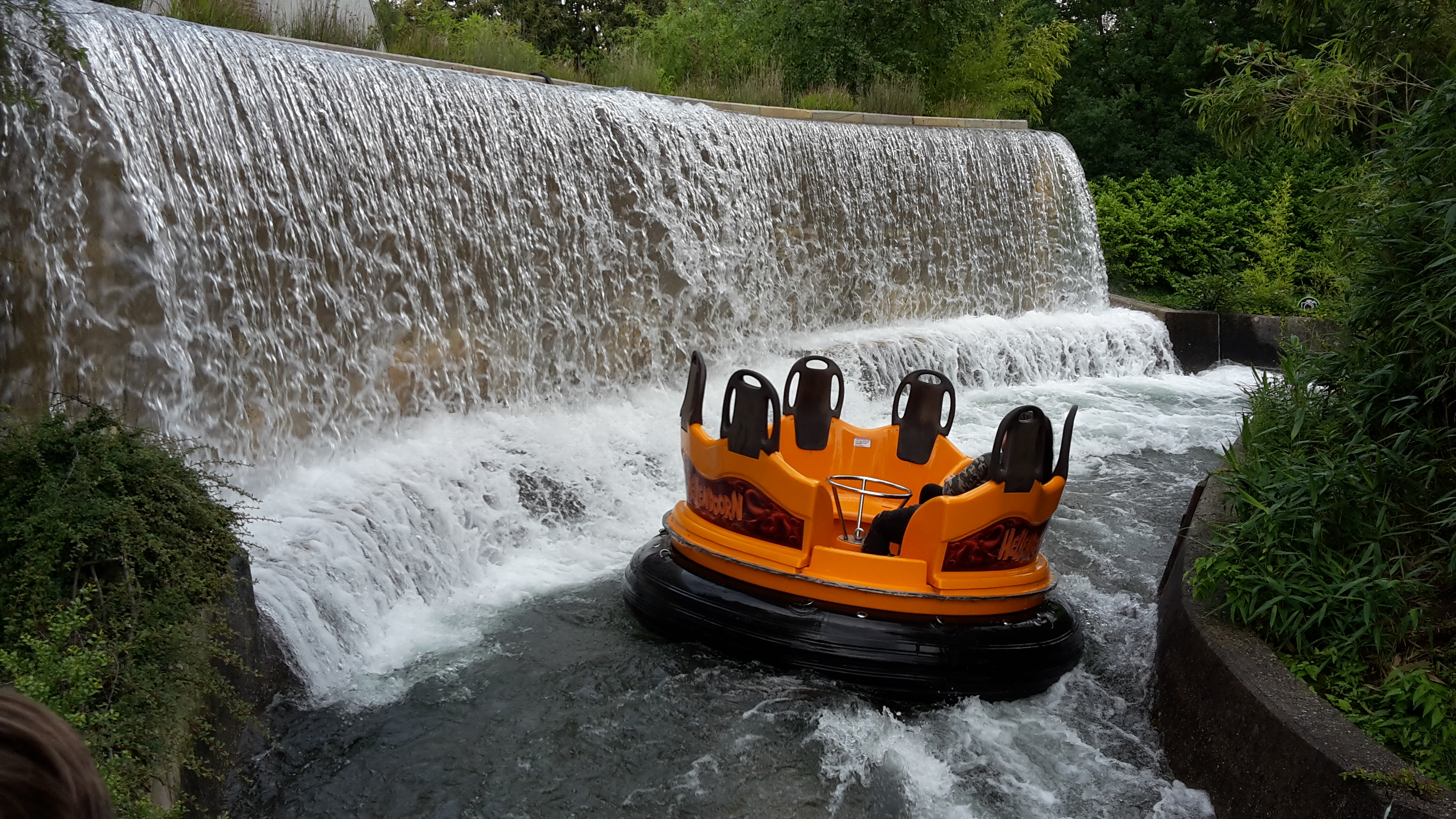
Rapid river Sungai Kalimantan
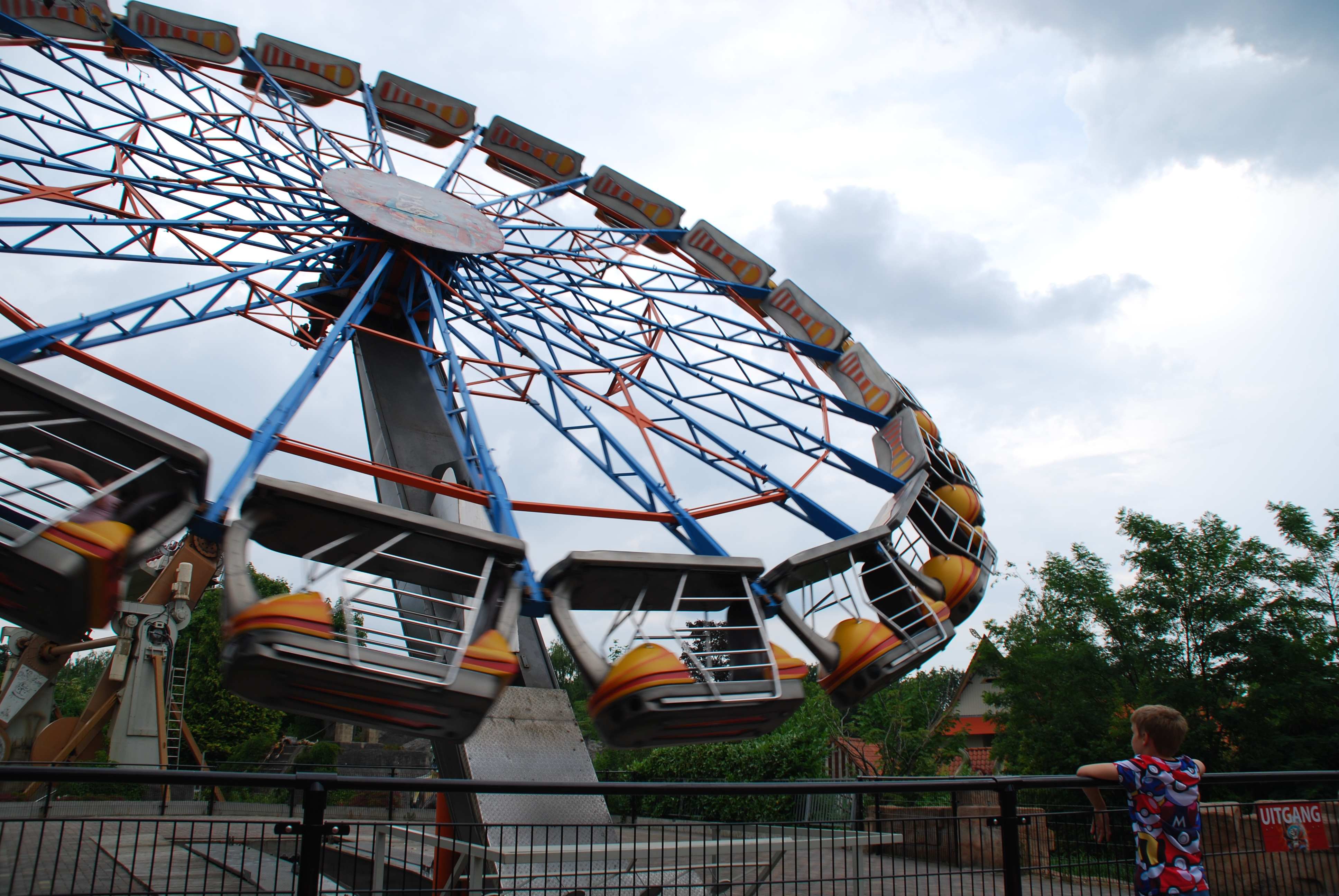
Enterprise Tarantula Magica
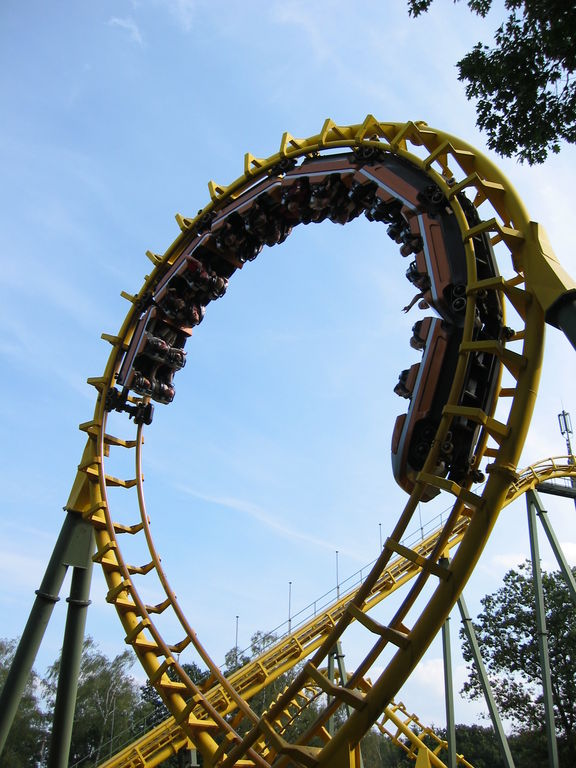
Stalen achtbaan Balagos – Flying Flame
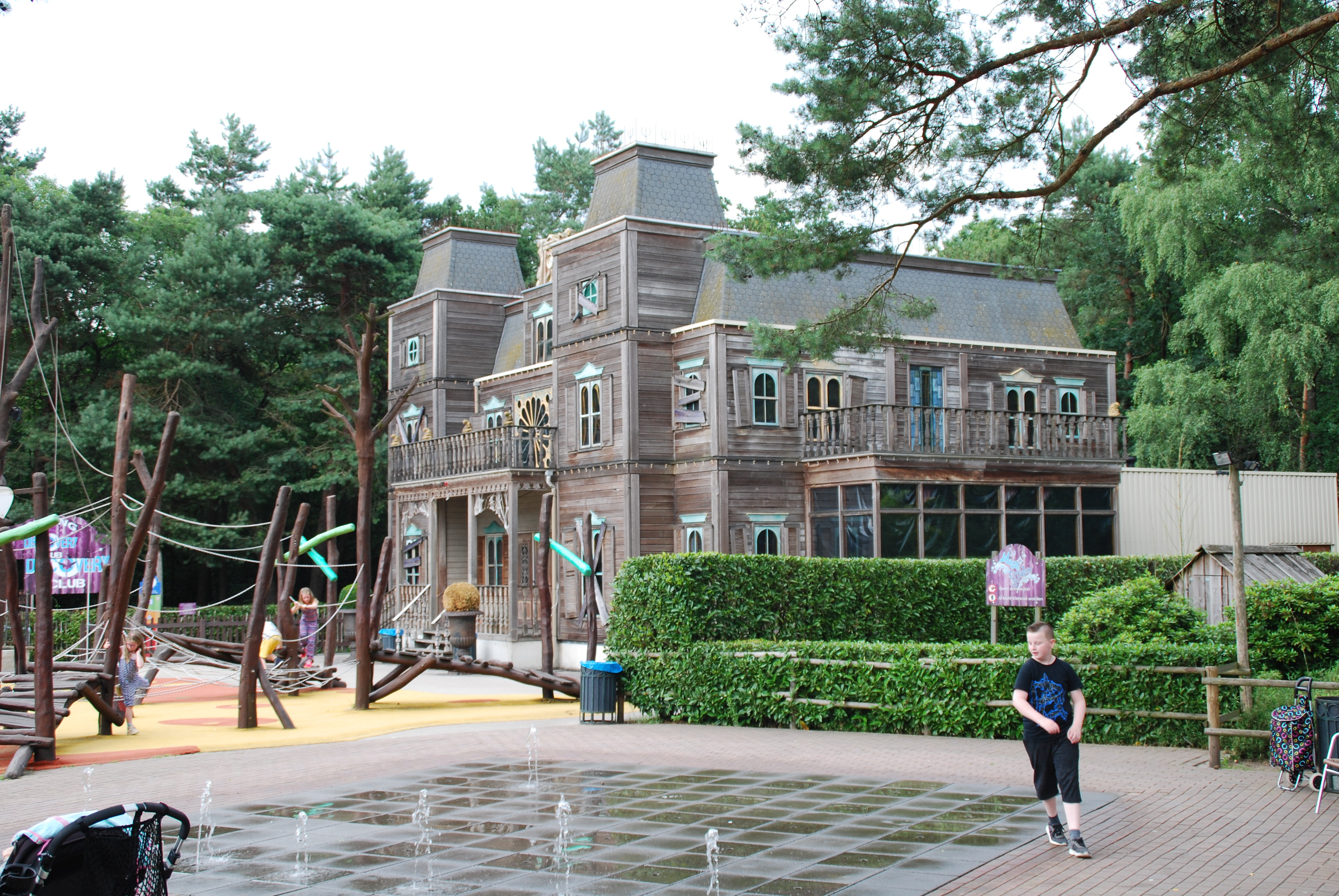
Interactieve darkride Discovery Club